# Pierre-Raymond-Léonard Martineau
Pour l’article homonyme, voir Martineau.
Pierre-Raymond-Léonard Martineau (8 février 1857-31 août 1903) fut un avocat, protonotaire et homme politique fédéral du Québec.

## Biographie
Né à Montmagny dans le Canada-Est, il est admis au Barreau du Québec en 1882, ce qui lui permit de pratiquer le droit dans sa ville natale. Il servit comme protonotaire du district de Montmagny de 1888 à 1896. 
Élu député du Parti libéral du Canada dans la circonscription de Montmagny lors d'une élection partielle déclenchée après la démission du député sortant Philippe Auguste Choquette en 1898. Réélu en 1900, il est mort en fonction à Ottawa en 1903 à l'âge de 46 ans.